# Tullio De Mauro
Tullio De Mauro (Torre Annunziata, 31 marzo 1932 – Roma, 5 gennaio 2017) è stato un linguista, lessicografo e saggista italiano, ministro della pubblica istruzione dal 2000 al 2001 nel governo Amato II.

## Biografia
Figlio di un chimico e di un'insegnante di matematica, fratello del futuro giornalista Mauro De Mauro, 
nell'immediato dopoguerra frequentò il liceo classico "Giulio Cesare" di Roma. Nel 1951 si iscrisse al Partito Liberale Italiano per favorirne la sinistra interna legata alla rivista Il Mondo.
Esponente della scuola linguistica romana, ha insegnato Linguistica generale e ha diretto il dipartimento di scienze del linguaggio nella facoltà di lettere e filosofia e successivamente il dipartimento di studi filologici, linguistici e letterari nella facoltà di scienze umanistiche dell'Università la Sapienza di Roma, dipartimenti che ha contribuito a fondare, insieme ad Alberto Asor Rosa.
Allievo di Antonino Pagliaro, ha insegnato a vario titolo in diverse altre università italiane (Napoli "L'Orientale", Palermo, Chieti, Salerno, Università Telematica Internazionale "Uninettuno") dal 1957, come professore di prima fascia dal 1967.
Ha tradotto il Corso di linguistica generale (Cours de linguistique générale) di Ferdinand de Saussure, che ha avuto, insieme ad alcuni autori strutturalisti, una certa influenza sul suo pensiero. Ha presieduto la Società di Linguistica Italiana (1969-1973) e la Società di Filosofia del Linguaggio (1995-1997). Nel novembre 2006 ha contribuito alla fondazione dell'associazione Senso Comune per un progetto di dizionario informatico, di cui era presidente. Era socio ordinario dell'Accademia della Crusca.
Dal novembre 2007 ha diretto la Fondazione Maria e Goffredo Bellonci e presieduto il comitato direttivo del Premio Strega.
Da linguista De Mauro ha più volte denunciato, negli ultimi anni della sua vita, il preoccupante fenomeno dell'analfabetismo funzionale che affligge una consistente percentuale della popolazione italiana.
In alcune pubblicazioni, ha prefigurato una possibilità d'uso della lingua esperanto nel contesto delle istituzioni europee, come "interfaccia neutra" fidefacente nella redazione dei testi normativi e dei documenti ufficiali dell'Unione Europea.

## Incarichi politici

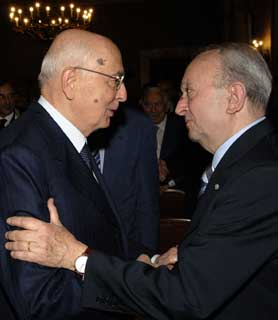
Tullio De Mauro insieme al Presidente della Repubblica Giorgio Napolitano in occasione della vittoria al "Premio Nazionale Presidente della Repubblica" presso l'Accademia dei Lincei.

Nel giugno 1971 sottoscrisse la lettera aperta pubblicata sul settimanale L'Espresso sul caso Pinelli. Nell'ottobre dello stesso anno sottoscrisse l'autodenuncia di solidarietà a Lotta Continua.
Nel 1975 fu eletto al Consiglio regionale del Lazio nelle liste del PCI. Nel 1976 fu nominato assessore alla cultura, incarico che tenne fino al 1978.
Fu ministro della Pubblica Istruzione nel Governo Amato II (dal 26 aprile 2000 all'11 giugno 2001).
Dal 2001 al 2010 presiedette Mondo digitale, fondazione del comune di Roma, da cui fu rimosso nel giugno 2010 dalla giunta Alemanno, per ragioni anagrafiche secondo la giunta, per ragioni ideologiche secondo De Mauro.
Collaborò a giornali e settimanali: dal 1956 al 1964 al settimanale Il Mondo; dal 1966 al 1979 al quotidiano Paese Sera; dal 1981 al 1990 con rubriche fisse sulla scuola (1981-1985) e il linguaggio (dal 1986) al settimanale L'Espresso. Collaborò saltuariamente con L'Unità, La Stampa, La Repubblica, Il manifesto, Il Sole-24 Ore, Il Mattino e regolarmente con Internazionale - con le rubriche La parola, dal 2006, e Scuole, dal 2008.
Tra il 1960 e il 1973 collaborò spesso a trasmissioni radiofoniche e televisive della RAI, con cui riprese a collaborare di nuovo nel 1997-2000. Dal 1978 collaborava a cicli di trasmissioni radio e televisive della RTSI (Radiotelevisione della Svizzera Italiana).

## Vita privata
Era fratello minore di Mauro De Mauro, giornalista de l'Ora di Palermo rapito e ucciso dalla mafia nel settembre 1970. Fu genero di Leopoldo Cassese e padre di Giovanni De Mauro, direttore della rivista Internazionale.

## Opere
- Storia linguistica dell'Italia unita, Bari, Laterza, 1963; 1970.
- Introduzione alla semantica, Bari, Laterza, 1965.
- Il linguaggio della critica d'arte, Firenze, Vallecchi, 1965.
- Introduzione, traduzione e commento di Ferdinand de Saussure, Corso di linguistica generale, Bari, Laterza, 1967; 1968.
- Ludwig Wittgenstein. His Place in the Development of Semantics, Dordrecht, D. Reidel, 1967.
- Lingua parlata e tv, in Televisione e vita italiana, Torino, ERI, 1968.
- La lingua italiana e i dialetti, 11 voll., Firenze, La nuova Italia, 1969.
- Senso e significato. Studi di semantica teorica e storica, Bari, Adriatica, 1971. (raccolta di saggi)
- La cessione piccarda.  Articoli maschili indeterminati e vocalizzazione negli scambi tardo-neolatini, Manduria, Edizioni De Corato e associati, 1971.
- Pedagogia della creatività linguistica, Napoli, Guida, 1971.
- Parlare italiano. Antologia di letture per i bienni della scuola superiore, Bari, Laterza, 1972.
- La forma linguistica, con Antonino Pagliaro, Milano, Rizzoli, 1973.
- Studi saussuriani per Robert Godel, a cura di e con René Amacker e Luis Jorge Prieto, Bologna, il Mulino, 1974.
- Giorgio Bini, Lucio Lombardo Radice, Tullio de Mauro, Serena Fanelli, Maurizio Lichtner e Walter Maraschini, Didattica delle 150 ore, Roma, Editori Riuniti, 1975, OCLC 797861547, SBN RAV0883872.
- Le parole e i fatti. Cronache linguistiche degli anni Settanta, Roma, Editori riuniti, 1977.
- Scuola e linguaggio. Questioni di educazione linguistica, Roma, Editori riuniti, 1977.
- Linguaggio e società nell'Italia d'oggi, Torino, ERI, 1978.
- Linguaggio, scuola e società, con Sergio Moravia e Antonio Santoni Rugiu, Firenze, Guaraldi, 1978.
- Lingua e dialetti, con Mario Lodi, Roma, Editori riuniti, 1979; 1993. ISBN 88-359-3718-3.
- L'Italia delle Italie. L'Italia le regioni, le culture locali..., Firenze, Nuova Guaraldi, 1979.
- Idee e ricerche linguistiche nella cultura italiana, Bologna, il Mulino, 1980.
- Guida all'uso delle parole, Roma, Editori riuniti, 1980; 1989. ISBN 88-359-3270-X; con floppy disk, 1997. ISBN 88-359-4351-5; 2003. ISBN 88-359-5369-3.
- Minisemantica dei linguaggi non verbali e delle lingue, Roma-Bari, Laterza, 1982; 1990. ISBN 88-420-2006-0.
- Sette lezioni sul linguaggio e altri interventi per l'educazione linguistica, Milano, Angeli, 1983.
- Ai margini del linguaggio, Roma, Editori riuniti, 1984.
- L'Italia delle Italie, Roma, Editori riuniti, 1987. ISBN 88-359-3055-3; 1992. ISBN 88-359-3641-1.
- Guida alla scelta della facoltà universitaria, Bologna, il Mulino, 1988. ISBN 88-15-01792-5; 1993. ISBN 88-15-03867-1.
- Il romanesco ieri e oggi. Atti del convegno del Centro romanesco Trilussa e del Dipartimento di scienze del linguaggio dell'Università di Roma La Sapienza, a cura di, Roma, Bulzoni, 1989. ISBN 88-7119-021-1.
- L'alfabetizzazione culturale e comunicativa. L'esperienza di educazione degli adulti nel Distretto Scandicci-le Signe: risultati e proposte, a cura di e con Elda Padalino e Massimo Vedovelli, Firenze, Giunti-Marzocco, 1992. ISBN 88-09-00828-6.
- Capire le parole, Roma-Bari, Laterza, 1994. ISBN 88-420-4453-9; 1999. ISBN 88-420-5712-6. (raccolta di saggi)
- Le lauree brevi, a cura di e con Francesco De Renzo, Bologna, il Mulino, 1994. ISBN 88-15-04586-4.
- Come parlano gli italiani, a cura di, Scandicci, La nuova Italia, 1994. ISBN 88-221-1431-0.
- Studi sul trattamento linguistico dell'informazione scientifica, a cura di, Roma, Bulzoni, 1994. ISBN 88-7119-683-X.
- Un Omnibus per i rom. Note per una didattica in presenza di alunni zingari, di AA.VV., a cura e prefazione di, Roma, Il Ventaglio, 1994
- Idee per il governo. La scuola, Roma-Bari, Laterza, 1995. ISBN 88-420-4663-9.
- Guida alla scelta della scuola superiore, con Francesco De Renzo, Roma-Bari, Laterza, 1996. ISBN 88-420-5024-5.
- DIB. Dizionario di base della lingua italiana, con Gian Giuseppe Moroni, Torino, Paravia, 1996. ISBN 88-395-5060-7; 1998. ISBN 88-395-5074-7.
- Teoria e pratica della scrittura creativa, a cura di e con Pietro Pedace e Annio Gioacchino Stasi, Roma, Controluce, 1996.
- DAIC. Dizionario avanzato dell'italiano corrente, Torino, Paravia, 1997. ISBN 88-395-5080-1.
- Lezioni su Pasolini, a cura di e con Francesco Ferri, Ripatransone, Sestante, 1997. ISBN 88-86114-50-8.
- Prima persona singolare passato prossimo indicativo, Roma, Bulzoni, 1998. ISBN 88-8319-162-5.
- Linguistica elementare, Roma-Bari, Laterza, 1998. ISBN 88-420-5486-0; 1999. ISBN 88-420-5486-0; 2003. ISBN 88-420-6977-9.
- Ideazione e direzione del Grande Dizionario Italiano dell'Uso, 6 voll., Torino, UTET, 1999.
- Il nuovo esame di maturità, con Paolo Legrenzi, Bologna, Il mulino, 1999. ISBN 88-15-07050-8.
- Il nuovo esame di Stato. Guida alla prova scritta di italiano, con Stefano Gensini, con la collaborazione di Gianni Gini e Maria Luisa Vecchi, Grassina, Le Monnier, 1999. ISBN 88-00-60049-2.
- Teoria e pratica della scrittura creativa. Scrittura e lettura, a cura di e con Pietro Pedace e Annio Gioacchino Stasi, Roma, Controluce, 1999.
- Garzanti etimologico, con Marco Mancini, Milano, Garzanti Linguistica, 2000. ISBN 88-02-05693-5.
- Il Grande Dizionario Etimologico di Italiano, con Marco Mancini, Milano, Garzanti, 2000. ISBN 88-480-0013-4.
- De Mauro. Il dizionario della lingua italiana per il terzo millennio, con CD-ROM, Torino, Paravia, 2000. ISBN 88-395-5026-7.
- Minima scholaria, Roma-Bari, Laterza, 2001. ISBN 88-420-6206-5.
- Parole straniere nella lingua italiana. Dizionario moderno, con Marco Mancini, Milano, Garzanti linguistica, 2001. ISBN 88-480-0513-6; 2003. ISBN 88-480-0115-7.
- De Mauro. Il dizionario dei sinonimi e contrari. Con sinonimie ragionate e tavole nomenclatorie, Torino, Paravia, 2002. ISBN 88-395-5303-7.
- Prima lezione sul linguaggio, Roma-Bari, Laterza, 2002. ISBN 88-420-6671-0.
- Contare e raccontare. Dialogo sulle due culture, con Carlo Bernardini, Roma-Bari, Laterza, 2003. ISBN 88-420-6848-9.
- La cultura degli italiani, a cura di Francesco Erbani, Roma-Bari, Laterza, 2004. ISBN 88-420-7305-9; 2010. ISBN 978-88-420-9222-3.
- Il dizionario dei sinonimi e contrari compatto, Torino, Paravia, 2003. ISBN 88-395-5111-5.
- Il dizionario di italiano compatto, Torino, Paravia, 2004. ISBN 88-395-5114-X.
- La fabbrica delle parole. Il lessico e problemi di lessicologia, Torino, UTET, 2005. ISBN 88-7750-925-2.
- Introduzione, traduzione e commento di Ferdinand de Saussure, Scritti inediti di linguistica generale, Roma-Bari, Laterza, 2005. ISBN 88-420-6827-6.
- Parole e numeri. Analisi quantitative dei fatti di lingua, a cura di e con Isabella Chiari, Roma, Aracne, 2005. ISBN 88-548-0040-6.
- Parole di giorni lontani, Bologna, il Mulino, 2006. ISBN 88-15-10889-0.
- Dizionarietto di parole del futuro, Roma-Bari, Laterza, 2006. ISBN 88-420-8141-8.
- Lezioni di linguistica teorica, Roma-Bari, Laterza, 2008. ISBN 978-88-420-8518-8.
- In principio c'era la parola?, Bologna, il Mulino, 2009. ISBN 978-88-15-13327-4.
- Progettazione e direzione del Grande dizionario italiano dei sinonimi e contrari, 2 voll., con CD-ROM, Torino, UTET, 2010. ISBN 978-88-02-08247-9.
- Luciano Manzuoli, a cura di e con Elda Padalino, Roma, Ciid, 2010.
- Tullio De Mauro incontra Epicuro, Milano, Bompiani, 2010.
- Giorni di scuola. Pagine di un diario di chi ci crede ancora, a cura di e con Dario Ianes, Trento, Erickson, 2011. ISBN 978-88-6137-794-3.
- Parole di giorni un po' meno lontani, Bologna, il Mulino, 2012. ISBN 978-88-15-23461-2.
- La lingua batte dove il dente duole, con Andrea Camilleri, Roma-Bari, Laterza, 2013. ISBN 978-88-581-0555-9.
- Storia linguistica dell’Italia repubblicana. Dal 1946 ai nostri giorni, Roma-Bari, Laterza, 2014. ISBN 978-88-581-1362-2.
- In Europa son già 103. Troppe lingue per una democrazia?, Roma-Bari, Laterza, 2014. ISBN 978-88-581-1622-7.
- Per Anna. Testimonianze e memorie per ricordare Anna Morpurgo, a cura di e con Marina Passalacqua, Roma, Deinotera, 2015. ISBN 978-88-89951-26-2.
- L'educazione linguistica democratica, a cura di Silvana Loiero e Maria Antonietta Marchese, Collana BUL, Roma-Bari, Laterza, 2018, ISBN 978-88-5813-072-8.

## Onorificenze
Ha ricevuto diverse lauree honoris causa:
nel 1999 dall'Università Cattolica di Lovanio, che l'ha nominato doctor philosophiae et litterarum;
nel 2005 dall'ENS (École Normale Supérieure) di Lione;
il 1º aprile 2008 dalla Waseda University di Tokyo;
il 27 febbraio 2009 dall'Università di Bucarest.
L'ultima gli è stata conferita il 10 novembre 2010 dall'università Sorbonne Nouvelle.